# Rhythm Is a Dancer
«Rhythm Is a Dancer» — песня немецкой евродэнс-группы Snap!, выпущенная в марте 1992 года в качестве второго сингла с их второго студийного альбома The Madman’s Return (1992). Женский вокал исполнила американская певица Тея Остин. Песня написана Бенито Бенитесом, Джоном «Девой» Гарреттом III (псевдонимы немецких продюсеров Михаэля Мюнцинга и Луки Анзилотти) и Остин, а продюсерами выступили Бенитес и Гарретт III. Сингл имел международный успех, возглавив чарты Франции, Ирландии, Италии, Нидерландов, Германии и Соединенного Королевства. Сингл также вошел в пятерку лучших в американском чарте Billboard Hot 100 и занял первое место в чарте Billboard Dance Club Songs. Он провел шесть недель на вершине британского чарта синглов, став вторым самым продаваемым синглом 1992 года.
«Rhythm Is a Dancer» изначально не планировалось выпускать в качестве сингла, но хорошая реакция на трек в танцевальных клубах заставила немецкий лейбл Snap! — Logic, изменить свое мнение. Logic устроила закрытый тест на своей собственной дискотеке the Omen, чтобы посмотреть, насколько хорошо публика отреагирует на новую песню. Здесь впервые была замечена клубная привлекательность «Rhythm Is a Dancer». Рэпер Turbo B, когда впервые услышал песню, отверг её, но потом добавил к треку рэп-строфу. Snap! в 1992 году получил премию Echo award за самый продаваемый сингл года с песней «Rhythm Is a Dancer».

## Тексты песен и музыка
В «Rhythm Is a Dancer» женскую вокальную партию везде исполняет Теа Остин, а в 7-дюймовой версии рэп-куплет читает Turbo B.
Из книги Miz hit.tubes (где анализируются французские поп-чарты): «В этой дискотечной песне женское пение в припеве чередуется с плавным, задорным черным мужским рэпом в куплетах. Мелодия словно окрашена в цвета, что придает удивительную меланхоличную мягкость танцевальному хиту. Это придает всему треку особый колорит, почти ностальгический».
Рэп-часть в альбомной версии (не в 7-дюймовой версии) представляет собой слегка измененную версию строк из эссе Джона Перри Барлоу под названием «Бытие в ничто: виртуальная реальность и пионеры киберпространства» и была исполнена студийным инженером Дэниелом Ирибарреном.
How very like the future this place might be: a tiny world just big enough to support the cubicle of one Knowledge Worker. I feel a wave of loneliness and head back down. But I'm going too fast. I plunge right on through the office floor and into the bottomless indigo below. Suddenly I can't remember how to stop and turn around. Do I point behind myself? Do I have to turn around before I can point? I flip into brain fugue.
Первоначально песня была выпущена в качестве бонус-трека на компакт-диске «The Madman’s Return» и не появилась на первоначальном виниловом релизе. Когда было решено, что он будет выпущен в качестве второго сингла с альбома, то рэп-партия была заменена на текст Turbo B.
В то же время, один критик назвал текст песни худшим текстом всех времен: «I’m serious as cancer when I say rhythm is a dancer».